# Route nationale 5 (Slovénie)
Pour les articles homonymes, voir G5 et Route nationale 5.
La route nationale 5 (slovène : Glavna cesta 5), abrégée en G5 ou G1-5, est une route nationale slovène allant de Arja Vas (en) à Drnovo (en). Sa longueur est de 70,6 km.

## Histoire
Avant 1998, la route nationale 5 était numérotée M10.3,.

## Tracé
- Arja Vas (en)
- Medlog (en)
- Celje
- Tremerje (en)
- Laško
- Strmca (en)
- Udmat (en)
- Sevce (en)
- Strensko (en)
- Rimske Toplice (en)
- Obrežje pri Zidanem Mostu (en)
- Zidani Most (en)
- Obrežje (en)
- Radeče
- Hotemež
- Vrhovo (en)
- Boštanj
- Radna (en)
- Arto (en)
- Gornje Pijavško (en)
- Srednje Pijavško (en)
- Spodnje Pijavško (en)
- Krško
- Žadovinek (en)
- Drnovo (en)